# Teodóra
A Teodóra név a Teodor férfinév női párja.  Két ógörög szó, az „isten” jelentésű θεός, theosz és az „ajándék” jelentésű δῶρον, doron összetételéből származik.

## Rokon nevek
- Fedóra:[1] a Teodor férfinév orosz alakjának, a Fjodor névnek a női párja.[3]
- Feodóra:[1] a Teodóra orosz változata.
- Tea
- Dóra

## Gyakorisága
Az 1990-es években a Teodóra igen ritka, a Fedóra szórványos név, a 2000-es években nem szerepelnek a 100 leggyakoribb női név között.

## Névnapok
Teodóra
- február 11.[2]
- április 5.[2]
- április 28.
- szeptember 2.
- szeptember 11.

Fedóra:
- április 28.[3]

## Idegen nyelvi változatai
- Theodora (német)

## Híres Teodórák
- I. Theodora császárné (500–548), I. Justinianus császár felesége.
- II. Theodora császárné (810 körül – 867), Theophilosz császár felesége.
- III. Theodora császárnő (985–1056), uralkodott: 1055–56.
- Bán Teodóra balettművész, koreográfus
- Uhrik Teodóra táncművész, koreográfus

## Egyéb Teodórák, Fedórák, Feodórák
- Theodora – Georg Friedrich Händel oratóriumának címe
- Fedora Core